# Лосно
Лосно (рус. Лосно) малено је слатководно језеро глацијалног порекла смештено у централном делу Пустошког рејона на југу Псковске области, односно на западу европског дела Руске Федерације. Преко неколико мањих протока повезано је са басеном реке Великаје и Балтичким морем.
Акваторија језера обухвата површину од око 4,5 км² (454 хектара, са острвима 4,85 км² или 484,6 хектара). Максимална дубина језера је до 8 метара, односно просечна од око 2,5 метара. Басену језера припада територија површине 79,2 км².
На обали језера налазе се села Васиљки, Черепјаги, Лосно и Рахново.